# Cerkiew św. Łukasza w Krivém
Cerkiew św. Łukasza – drewniana greckokatolicka cerkiew filialna, zbudowana w 1826 w miejscowości Krivé w historycznym regionie Szarysz w północno-wschodniej Słowacji.

## Charakterystyka

### Architektura
Usytuowana na wzgórzu pośrodku wsi, otoczona cmentarzem. Została wzniesiona za czasów ks. Jána Halíka. Drewniana, na kamiennej podmurówce. Budowana w konstrukcji zrębowej, składa się z trzech części: prezbiterium, nawy i przedsionka, nad którym wznosi się, wpuszczona w jego strukturę, budowana na słup wieża, zwężająca się ku górze. Dachy kryte gontem. Zewnętrzne ściany nawy i prezbiterium szalowane gontem, wieża i przedsionek szalowana pionowymi deskami. Przebudowa z lat 1968-1970 zupełnie zmieniła pierwotną formę dachu, który obecnie nakrywa nawę i prezbiterium jednolitą połacią. Wieżę wieńczy barokowy hełm ze ślepą latarnią. W wieży dwa dzwony.
W roku 2003 wykonano remont podmurówki cerkwi, w roku 2006 była restaurowana wieża. W latach 2010–2011 cerkiew była ponownie remontowana, wymieniono m.in. gonty i deskowania.
Nad prezbiterium strop drewniany z belek, nad nawą – z desek. Przedsionek nie nakryty stropem, umożliwia wgląd w konstrukcję wieży. W prezbiterium podłoga drewniana, w nawie posadzka z płyt kamiennych na podsypce piaskowej, w przedsionku posadzka betonowa, wykonana w 1977 r. Ściany nawy nagie, bez polichromii.

### Wyposażenie
Ikonostas trójrzędowy, pochodzi z początków XVIII w., z jakiejś starszej i znacznie mniejszej cerkwi – zapewne z poprzedniczki obecnej świątyni. Ikony w ikonostasie pochodzą z początków XVIII w. Renowacja ikonostasu miała miejsce w 1992 r., wtedy też powstał nowy ołtarz główny z obrazem Świętej Rodziny. W świątyni znajdziemy też szereg cennych ikon z XVII, a być może nawet XVI w., m.in. Chrzest Pana, Pantokrator, św. Mikołaj, Hodegetria w otoczeniu postaci Proroków oraz ikony z rzędu Deesis, łącznie 13 sztuk, pochodzące z dawnego ikonostasu, które znajdują się na parapecie chóru.
Część ikon była wystawiana na wystawach sztuki cerkiewnej, m.in. w Osace i Montrealu.

## Ochrona
Od 1968 cerkiew posiada status Narodowego Zabytku Kultury (słow. Národná kultúrna pamiatka).

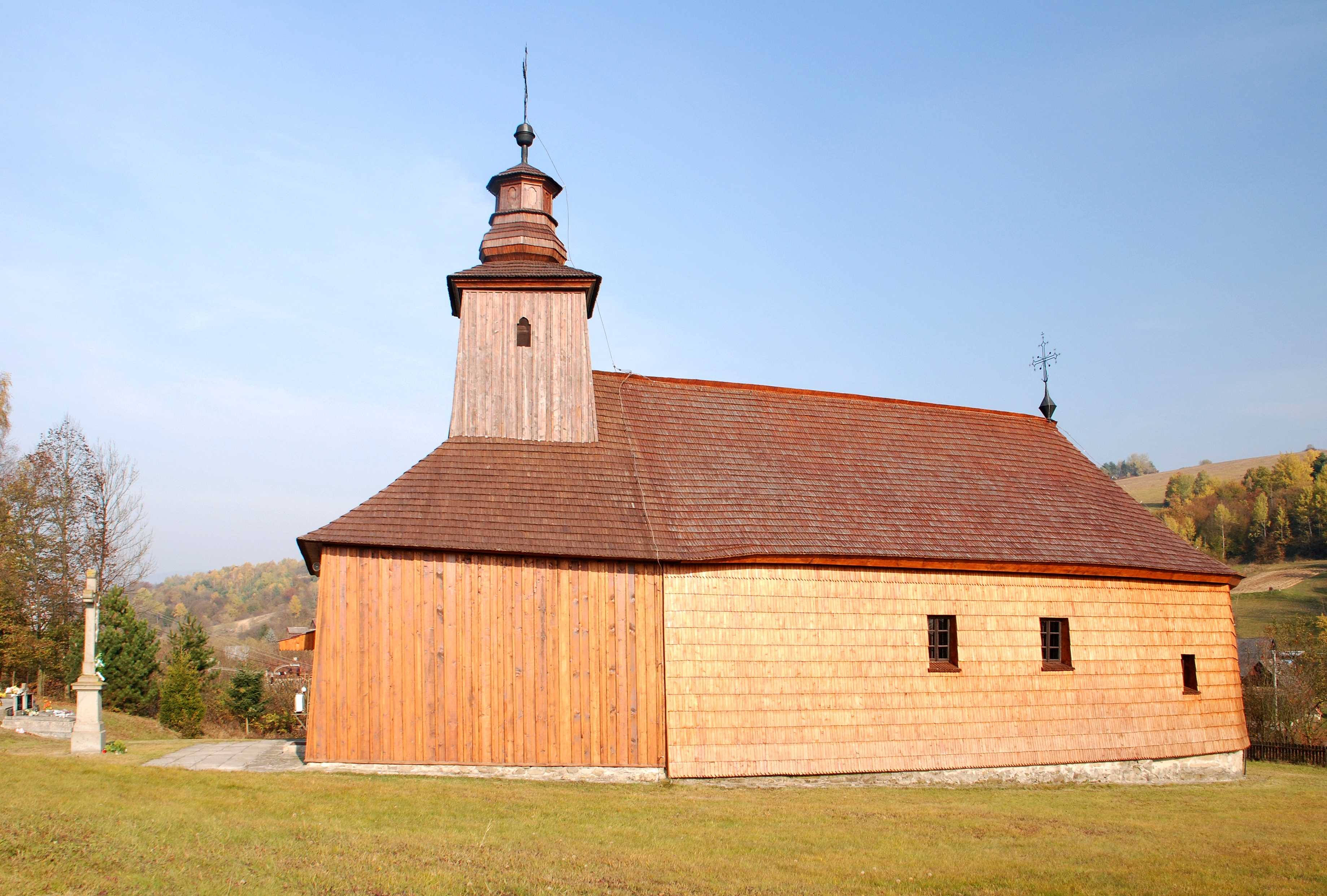
Elewacja południowa
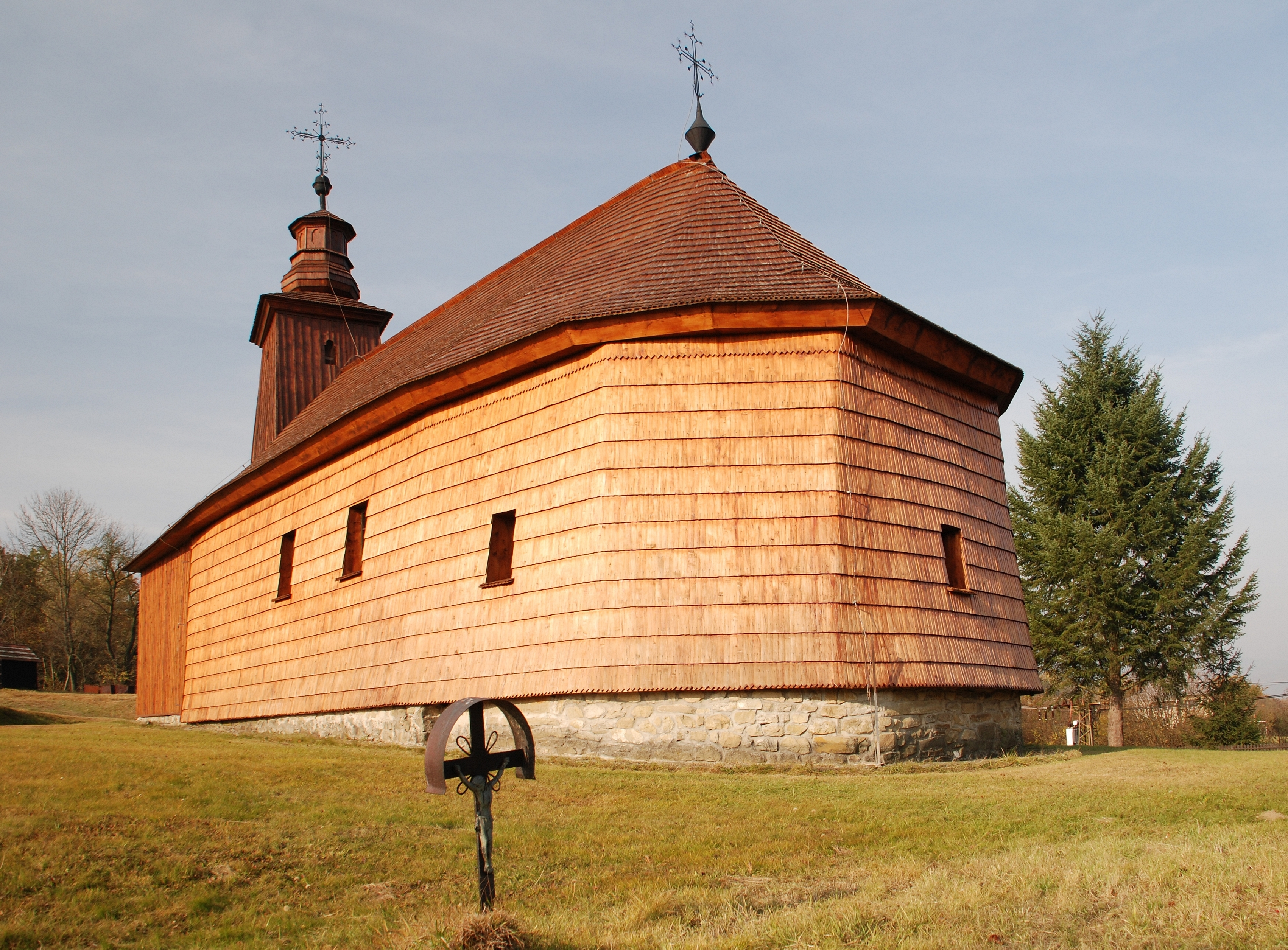
Widok od strony prezbiterium
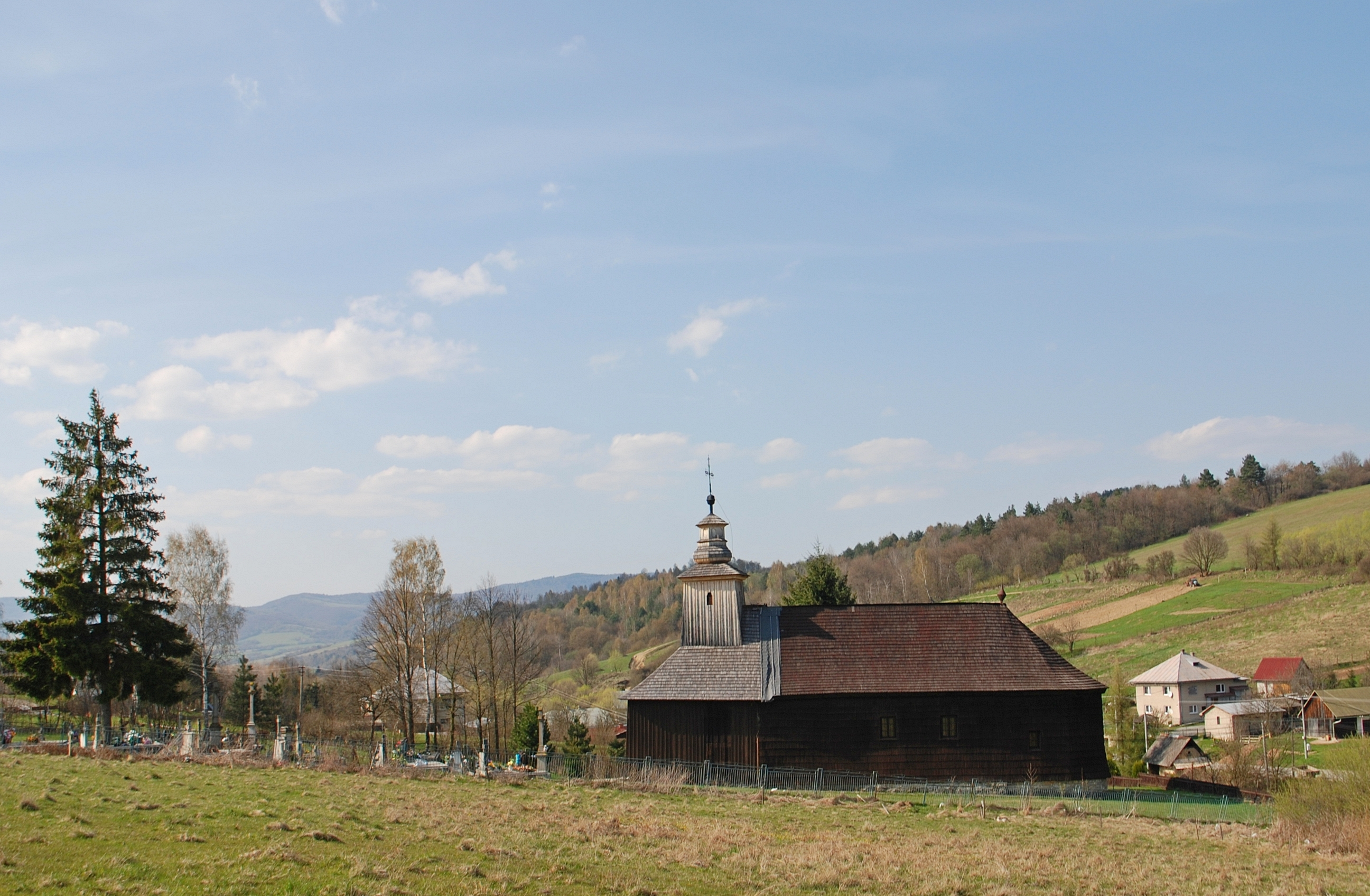
Widok ogólny (przed ostatnim remontem)